# Dente de Gerber

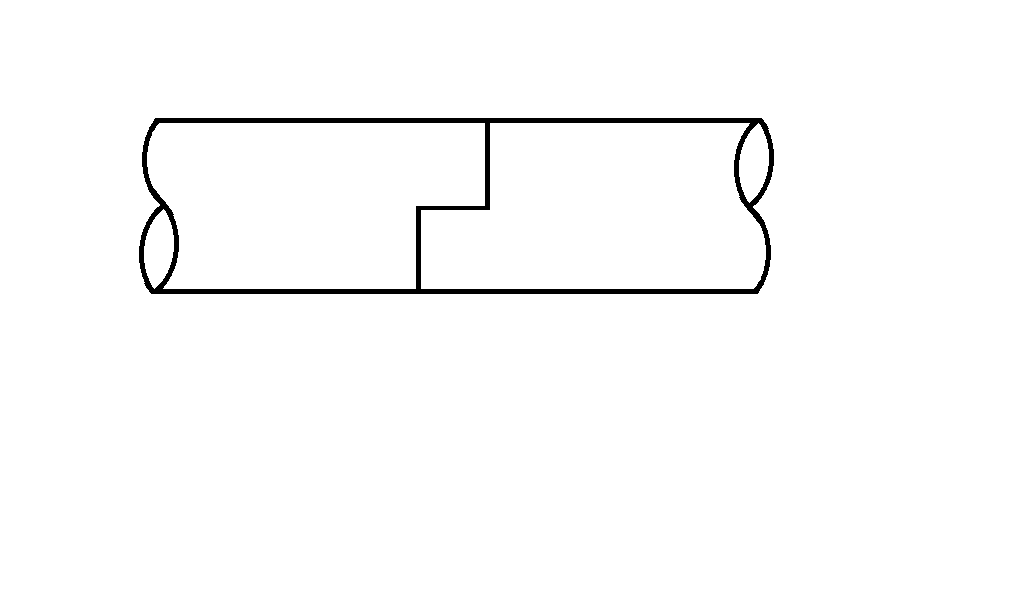
Visão lateral do dente de Gerber em uma ligação do tipo viga a viga.

Também chamado de dente de concreto , é um tipo de apoio  utilizado na engenharia estrutural, de aplicação crescente na pré-fabricação/pré-moldagem . No caso de uma ligação feita viga a viga , a articulação pode ser fixa ou móvel .